# Líloy
Líloy es un municipio de Tercera Clase de la provincia en Zamboanga del Norte, Filipinas. De acuerdo con el censo del 2000, tiene una población de 33,702 en 6,750 hogares. 

## Barangayes
Líloy se divide administrativamente en 37 barangayes.
| - Banigan - Baybay (Pob.) - Cabangcalan - Canaán - Candelaria - Causwagan - Communal - Compra - Dela Paz - El Paraíso - Fátima - Ganase - Goaw | - Goin - Kayok - La Libertad (Mawal) - Lamao - Mabuhay - Maigang - Malila - Mauswagon - New Bethlehem - Overview - Panabang - Patawag | - Punta - San Francisco - San Isidro - San Miguel - San Roque - Santa Cruz - Santo Niño - Silucap - Tapican - Timan - Villa Calixto Sudiacal - Villa M. Tejero |